# Yü Hung-chün
Yü Hung-chün, znany też jako O.K. Yui (chiń. 俞鴻鈞; pinyin Yú Hóngjūn; ur. 4 stycznia 1898, zm. 1 czerwca 1960) – chiński ekonomista i polityk, premier Republiki Chińskiej w latach 1954–1958.
Pochodził z Xinhui w prowincji Guangdong. Od lat 20. XX wieku działacz samorządowy w Szanghaju. W marcu 1937 roku wybrany burmistrzem, dowodził ewakuacją miasta podczas agresji japońskiej. W 1941 roku objął urząd wiceministra finansów, następnie w latach 1944-1948 był ministrem. W 1945 roku objął także posadę prezesa banku centralnego, którą zachował po ewakuacji wraz z rządem kuomintangowskim na Tajwan po przejęciu władzy w Chinach przez komunistów w 1949 roku.
W latach 1953–1954 pełnił urząd gubernatora Tajwanu. Od 1954 do 1958 był szefem rządu Republiki Chińskiej. Zmarł na skutek komplikacji astmatycznych.